# Indigofera conferta
Indigofera conferta är en ärtväxtart som beskrevs av Jan Bevington Gillett. Indigofera conferta ingår i släktet indigosläktet, och familjen ärtväxter. Inga underarter finns listade i Catalogue of Life.